# Triple Crown (rugby)
De Triple Crown is een prijs in rugby. Vanaf 1883 speelden de Home Countries Engeland, Schotland, Wales en Ierland een jaarlijks Zeslandentoernooi. Als een van de landen alle andere wist te verslaan, werd de winnaar tot drager van de Triple Crown uitgeroepen. De Triple Crown hoeft dus niet elk jaar gewonnen te worden door een team.
Na 1910 werd het toernooi uitgebreid met Frankrijk en later ook Italië, maar de eretitel bleef bestaan. Frankrijk en Italië kunnen de Triple Crown niet winnen. Als een team alle vijf de tegenstanders verslaat, wordt dat een grand slam genoemd.

## Oorsprong
Het is niet zeker waar de naam triple crown precies vandaan komt. De term werd als eerste genoemd in de krant The Irish Times in 1894, toen Ierland voor het eerst het toernooi won. Na de laatste wedstrijd Ierland-Wales stond in de krant van 12 maart 1894:
After long years of seemingly hopeless struggle Ireland has achieved the triple crown honours of Rugby football. For the first time in the annals of the game have the Hibernians proved beyond cavil or doubt their right to be dubbed champions of the nations and that the Irishmen fully deserve the great distinction no one will deny … Hurrah for Hibernia!

## Prijs

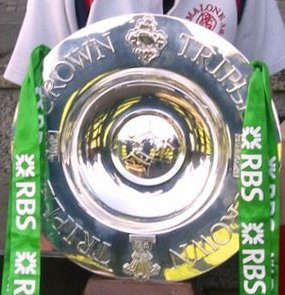
Six Nations Triple Crown

De triple crown is van oudsher alleen een titel, er werd nooit een beker of een andere prijs aan de winnaar van de triple crown gegeven. Hierdoor werd de triple crown ook wel de onzichtbare beker genoemd.
In 1975 ontwierp een gepensioneerde mijnwerker een prijs. De beker had de vorm van een kroon, rustend op een vierkante sokkel met daarop een roos, een klaver, een distel en een veer, de symbolen van de vier deelnemende landen. Deze beker werd aangeboden als prijs voor de winnaar van de triple crown, maar de vier teams besloten om de beker niet in te voeren als prijs. De beker staat nu in het rugbymuseum in Twickenham.
In 2006 echter kwam er toch een beker. Hoofdsponsor RBS van het zeslandentoernooi ontwierp een beker voor de winnaar van de triple crown. De prijs in de vorm van een zilveren schaal werd voor het eerst uitgereikt in 2006 aan Ierland. De schaal is 42 cm breed en 5 cm diep. Het maken van de schaal kostte vier maanden.

## Winnaars
Engeland heeft de meeste keren de Triple Crown gewonnen (26 keer), gevolgd door Wales (22 keer), Ierland (14 keer) en Schotland (10 keer). 54 keer is de Triple Crown niet uitgereikt, omdat er niet een land was die de andere drie wist te verslaan.
| Jaar             | Winnaar                                     |
| ---------------- | ------------------------------------------- |
| 1883             | Engeland                                    |
| 1884             | Engeland                                    |
| 1885-90          | Niet gewonnen                               |
| 1891             | Schotland                                   |
| 1892             | Engeland                                    |
| 1893             | Wales                                       |
| 1894             | Ierland                                     |
| 1895             | Schotland                                   |
| 1896-98          | Niet gewonnen                               |
| 1899             | Ierland                                     |
| 1900             | Wales                                       |
| 1901             | Schotland                                   |
| 1902             | Wales                                       |
| 1903             | Schotland                                   |
| 1904             | Niet gewonnen                               |
| 1905             | Wales                                       |
| 1906             | Niet gewonnen                               |
| 1907             | Schotland                                   |
| 1908             | Wales                                       |
| 1909             | Wales                                       |
| 1910             | Niet gewonnen                               |
| 1911             | Wales                                       |
| 1912             | Niet gewonnen                               |
| 1913             | Engeland                                    |
| 1914             | Engeland                                    |
| 1915-19          | Niet gehouden wegens de Eerste Wereldoorlog |
| 1920             | Niet gewonnen                               |
| 1921             | Engeland                                    |
| 1922             | Niet gewonnen                               |
| 1923             | Engeland                                    |
| 1924             | Engeland                                    |
| 1925             | Schotland                                   |
| 1926-27          | Niet gewonnen                               |
| 1928             | Engeland                                    |
| 1929-32          | Niet gewonnen                               |
| 1933             | Schotland                                   |
| 1934             | Engeland                                    |
| 1935-36          | Niet gewonnen                               |
| 1937             | Engeland                                    |
| 1938             | Schotland                                   |
| 1939             | Niet gewonnen                               |
| 1940 - 46        | Niet gehouden wegens de Tweede Wereldoorlog |
| 1947             | Niet gewonnen                               |
| 1948             | Ierland                                     |
| 1949             | Ierland                                     |
| 1950             | Wales                                       |
| 1951             | Niet gewonnen                               |
| 1952             | Wales                                       |
| 1953             | Niet gewonnen                               |
| 1954             | Engeland                                    |
| 1955-56          | Niet gewonnen                               |
| 1957             | Engeland                                    |
| 1958-59          | Niet gewonnen                               |
| 1960             | Engeland                                    |
| 1961-64          | Niet gewonnen                               |
| 1965             | Wales                                       |
| 1966-68          | Niet gewonnen                               |
| 1969             | Wales                                       |
| 1970             | Niet gewonnen                               |
| 1971             | Wales                                       |
| 1972-75          | Niet gewonnen                               |
| 1976             | Wales                                       |
| 1977             | Wales                                       |
| 1978             | Wales                                       |
| 1979             | Wales                                       |
| 1980             | Engeland                                    |
| 1981             | Niet gewonnen                               |
| 1982             | Ierland                                     |
| 1983             | Niet gewonnen                               |
| 1984             | Schotland                                   |
| 1985             | Ierland                                     |
| 1986-87          | Niet gewonnen                               |
| 1988             | Wales                                       |
| 1989             | Niet gewonnen                               |
| 1990             | Schotland                                   |
| 1991             | Engeland                                    |
| 1992             | Engeland                                    |
| 1993-94          | Niet gewonnen                               |
| 1995             | Engeland                                    |
| 1996             | Engeland                                    |
| 1997             | Engeland                                    |
| 1998             | Engeland                                    |
| 1999, 2000, 2001 | Niet gewonnen                               |
| 2002             | Engeland                                    |
| 2003             | Engeland                                    |
| 2004             | Ierland                                     |
| 2005             | Wales                                       |
| 2006             | Ierland                                     |
| 2007             | Ierland                                     |
| 2008             | Wales                                       |
| 2009             | Ierland                                     |
| 2010, 2011       | Niet gewonnen                               |
| 2012             | Wales                                       |
| 2013             | Niet gewonnen                               |
| 2014             | Engeland                                    |
| 2015             | Niet gewonnen                               |
| 2016             | Engeland                                    |
| 2017             | Niet gewonnen                               |
| 2018             | Ierland                                     |
| 2019             | Wales                                       |
| 2020             | Engeland                                    |
| 2021             | Wales                                       |
| 2022             | Ierland                                     |
| 2023             | Ierland                                     |
| 2024             | Niet gewonnen                               |
| 2025             | Ierland                                     |